# ブロークン・トレイル 遥かなる旅路
『ブロークン・トレイル 遥かなる旅路』（Broken Trail）は、2006年放送のテレビ映画。アメリカ、カナダ製作。

## 概要
ウォルター・ヒル監督、ロバート・デュヴァル主演の西部劇作品。エミー賞３やゴールデングローブ賞などを受賞・ノミネート。
アメリカでは2006年6月に放送。
日本では2007年9月26日にソニー・ピクチャーズ エンタテインメントよりDVD発売され、同時期にWOWOWでは二ヶ国語にて初放送。
2010年8月28日にスーパー!ドラマTVにて字幕版で連続放映。
2015年10月8日(木)(13:00~14:35) NHK BSプレミアム プレミアムシネマにて、前編として放映された。
2015年10月9日(金)(13:00~14:33) NHK BSプレミアム プレミアムシネマにて、後編として放映された。
2016年6月5日にザ・シネマにて字幕版で連続放映。
2016年8月2日にハピネットより廉価版DVDが発売される。

## ストーリー
１９世紀末のアメリカ西部。老いたカウボーイのプリント・リッターは、牧場経営の資金を稼ぐため、甥のトムと共に５００頭もの馬を売りにオレゴン州からワイオミング州へと旅に出る。
道中２人は、清国から奴隷として売られてきた５人の少女を買付け人のヘンリーから助けたことで、言葉の通じない彼女たちも連れて旅を続ける事になる。プリントは名無しの５人の少女（本当は名前は有るが）に１，２，３，４，５と名前を付けた。プリントとトムは、少女達に安全な場所を見つけようと、ある町に立ち寄るが、運悪く、売春宿の経営者ケイトから、その清国人の少女達は私が買う予定の奴隷だったと因縁をつけられる。
トムは少女達を清国人ロン・ヘイの店に預けるが、後に少女達がロン・ヘイの店で一味に襲撃されてしまうが、娼婦のノラやトム達の活躍で少女達と何とか町を脱出。一緒に逃げて来たノラと、英語が話せるロン・ヘイも加わり、再び旅を続ける一行に、ケイトに襲撃を依頼された悪人バイウォーターズ一味の魔の手が迫ってくる・・・

## キャスト
| 役名                                       | 俳優                         | 日本語吹替          |
| ------------------------------------------ | ---------------------------- | ------------------- |
| プレンティス・“プリント”・リッター         | ロバート・デュヴァル         | 城山堅              |
| トム・ハート                               | トーマス・ヘイデン・チャーチ | 大塚明夫            |
| ノラ・ジョンズ夫人                         | グレタ・スカッキ             | 土井美加            |
| エド・“ビッグ・イアーズ”・バイウォーターズ | クリス・マルケイ             | 廣田行生            |
| “ビッグ・ランプ”・ケイト・ベッカー         | ラスティ・シュウィマー       | 西宏子              |
| スン・フォイ                               | グウェンドリン・ヨー         |                     |
| ヘンリー・“ヘック”・ギルピン               | スコット・クーパー           | 奥田啓人            |
| ジン・ワー                                 | ヴァレリー・ティアン         | 松久保いほ          |
| マイ・リン                                 | キャロライン・チャン         |                     |
| エ・フン                                   | オリヴィア・チェン           |                     |
| ジー・ムーン                               | ジェイディン・ウォン         | 加納千秋            |
| ラン・フェイ                               | ドナルド・フォング           | 武虎                |
| ビリー・フェンダー                         | ジェームズ・ルッソ           | 辻親八 (前編のみ)   |
| マーシャル・ビル・ミラー                   | トッド・アレン               | (後編のみ)          |
| ウィリアム・モンクリーフ                   | ダンカン・フレイザー         | 北川勝博 (後編のみ) |

## 主なテレビ賞
- プライムタイム・エミー賞受賞
  - 作品賞（ミニシリーズ部門）
  - 主演男優賞（ミニシリーズ・テレビ映画部門）デュヴァル
  - 助演男優賞（ミニシリーズ・テレビ映画部門）ヘイデン・チャーチ
  - キャスティング賞（ミニシリーズ・テレビ映画部門）
- プライムタイム・エミー賞ノミネート
  - 監督賞
  - 助演女優賞 (スカッキ)
  - 撮影賞 (前編のみ)
  - 編集賞 (後編のみ)
  - 美術・装置賞 Ken Rempel (Production Design)、Bill Ives (Art Direction)、Paul Healy (Set Decoration)
  - 衣装賞 (後編のみ) Wendy Partridge (Costume Design)、Kathleen Morley (Assistant)
  - ヘアースタイリング賞
- ゴールデン・グローブ賞候補
  - 作品賞（ミニシリーズ・テレビ映画部門）
  - 主演男優賞（ミニシリーズ・テレビ映画部門）デュヴァル
  - 助演男優賞（ミニシリーズ・テレビ映画部門）ヘイデン・チャーチ
- 全米監督協会賞
  - 監督賞（ミニシリーズ・テレビ映画部門）